# Pohár vítězů pohárů 1982/1983
Sezóna 1982/83 Poháru vítězů pohárů byla 23. ročníkem tohoto poháru. Vítězem se stal tým Aberdeen FC.

## Předkolo
| Tým #1           | Celk.  | Tým #2   | 1. zápas | 2. zápas |
| ---------------- | ------ | -------- | -------- | -------- |
| Aberdeen FC      | 11 – 1 | FC Sion  | 7 – 0    | 4 – 1    |
| Swansea City AFC | 3 – 1  | SC Braga | 3 – 0    | 0 – 1    |

## První kolo
| Tým #1                     | Celk.    | Tým #2                  | 1. zápas | 2. zápas |
| -------------------------- | -------- | ----------------------- | -------- | -------- |
| Coleraine FC               | 0 – 7    | Tottenham Hotspur FC    | 0 – 3    | 0 – 4    |
| FK Torpedo Moskva          | 1 – 1(v) | FC Bayern Mnichov       | 1 – 1    | 0 – 0    |
| Aberdeen FC                | 1 – 0    | KS Dinamo Tirana        | 1 – 0    | 0 – 0    |
| ÍBV                        | 0 – 4    | Lech Poznań             | 0 – 1    | 0 – 3    |
| Swansea City AFC           | 17 – 0   | Sliema Wanderers        | 12 – 0   | 5 – 0    |
| Lokomotiv Sofia            | 2 – 5    | Paris Saint-Germain FC  | 1 – 0    | 1 – 5    |
| Dynamo Drážďany            | 4 – 4(v) | B93                     | 3 – 2    | 1 – 2    |
| K. Waterschei SV Thor Genk | 8 – 1    | FA Red Boys Differdange | 7 – 1    | 1 – 0    |
| Galatasaray SK             | 3 – 2    | Kuusysi Lahti           | 2 – 1    | 1 – 1    |
| FK Austria Wien            | 3 – 2    | Panathinaikos FC        | 2 – 0    | 1 – 2    |
| Lillestrøm SK              | 0 – 7    | FK Crvena zvezda        | 0 – 4    | 0 – 3    |
| FC Barcelona               | 9 – 1    | Apollon Limassol FC     | 8 – 0    | 1 – 1    |
| Limerick FC                | 1 – 2    | AZ Alkmaar              | 1 – 1    | 0 – 1    |
| Inter Milán                | 3 – 2    | Slovan Bratislava       | 2 – 0    | 1 – 2    |
| FC Baia Mare               | 2 – 5    | Real Madrid             | 0 – 0    | 2 – 5    |
| IFK Göteborg               | 2 – 4    | Újpesti Dózsa           | 1 – 1    | 1 – 3    |

## Druhé kolo
| Tým #1               | Celk. | Tým #2                     | 1. zápas | 2. zápas |
| -------------------- | ----- | -------------------------- | -------- | -------- |
| Tottenham Hotspur FC | 2 – 5 | FC Bayern Mnichov          | 1 – 1    | 1 – 4    |
| Aberdeen FC          | 3 – 0 | Lech Poznań                | 2 – 0    | 1 – 0    |
| Swansea City AFC     | 0 – 3 | Paris Saint-Germain FC     | 0 – 1    | 0 – 2    |
| B93                  | 1 – 6 | K. Waterschei SV Thor Genk | 0 – 2    | 1 – 4    |
| Galatasaray SK       | 3 – 4 | FK Austria Wien            | 2 – 4    | 1 – 0    |
| FK Crvena zvezda     | 3 – 6 | FC Barcelona               | 2 – 4    | 1 – 2    |
| AZ Alkmaar           | 1 – 2 | Inter Milán                | 1 – 0    | 0 – 2    |
| Real Madrid          | 4 – 1 | Újpesti Dózsa              | 3 – 1    | 1 – 0    |

## Čtvrtfinále
| Tým #1                 | Celk.    | Tým #2                     | 1. zápas | 2. zápas      |
| ---------------------- | -------- | -------------------------- | -------- | ------------- |
| FC Bayern Mnichov      | 2 – 3    | Aberdeen FC                | 0 – 0    | 2 – 3         |
| Paris Saint-Germain FC | 2 – 3    | K. Waterschei SV Thor Genk | 2 – 0    | 0 – 3(prodl.) |
| FK Austria Wien        | 1(v) – 1 | FC Barcelona               | 0 – 0    | 1 – 1         |
| Inter Milán            | 2 – 3    | Real Madrid                | 1 – 1    | 1 – 2         |

## Semifinále
| Tým #1          | Celk. | Tým #2                     | 1. zápas | 2. zápas |
| --------------- | ----- | -------------------------- | -------- | -------- |
| Aberdeen FC     | 5 – 2 | K. Waterschei SV Thor Genk | 5 – 1    | 0 – 1    |
| FK Austria Wien | 3 – 5 | Real Madrid                | 2 – 2    | 1 – 3    |

## Finále
| Tým #1      | Celk.         | Tým #2      |
| ----------- | ------------- | ----------- |
| Aberdeen FC | 2 – 1(prodl.) | Real Madrid |

## Vítěz
| Pohár vítězů pohárů 1982/83 Aberdeen FC Jim Leighton, William Miller , John McMaster, Alex McLeish, Douglas Rougvie, Peter Weir, Gordon Strachan, Neil Simpson, Neale Cooper, Eric Black, Mark McGhee, John Hewitt Trenér: Alex Ferguson |